# Odontomachus hastatus
Odontomachus hastatus es una especie de hormiga del género Odontomachus, familia Formicidae. Fue descrita científicamente por Fabricius en 1804.
Se distribuye por Belice, Brasil, Colombia, Costa Rica, Ecuador, Guayana Francesa, Guatemala, Guayana, Nicaragua, Panamá y Perú. Se ha encontrado a elevaciones de hasta 1350 metros. Habita en bosques húmedos.